# Nenad Miljenović
Nenad Miljenović est un joueur serbe de basket-ball né le 8 avril 1993 à Belgrade. Il mesure 1,94 m et joue au poste de meneur.

## Biographie
Miljenović effectue sa formation au KK Železnik et est régulièrement sélectionné en équipe nationale de Serbie pour les compétitions de jeunes.
Miljenović participe au Championnat du monde des 17 ans et moins en 2010, où la Serbie termine à la 5e place. En moyenne par rencontre, il marque 15,1 points, prend 5,5 rebonds et fait 3,1 passes décisives.
À l'été 2011, Aleksandar Cvetković est préféré à Miljenović au poste de meneur pour jouer lors du championnat du monde des moins de 19 ans, Miljenović joue alors le Championnat d'Europe des 18 ans et moins. La Serbie s'incline en finale contre l'Espagne. Miljenović (11,2 points, 3,9 rebonds, 4 passes décisives en moyenne) est nommé dans le meilleur cinq de la compétition avec le MVP espagnol Alejandro Abrines Redondo, l'Espagnol Daniel Díez, le Serbe Vasilije Micić et le Polonais Przemysław Karnowski.
Il signe son premier contrat professionnel au printemps 2011 avec le Partizan mais est prêté en décembre au KK Mega Vizura.
Miljenović est nommé meilleur joueur de la 18e journée du championnat de Serbie avec une évaluation de 36.
Miljenović retourne au Partizan à l'été 2012, mais, troisième meneur derrière Léo Westermann et Torey Thomas, il décide de quitter l'équipe en septembre pour avoir du temps de jeu. Il rompt son contrat avec le Partizan et signe un contrat de 4 ans avec le KK Radnički Kragujevac,,.
En juillet 2013, Miljenović participe au championnat d'Europe des 20 ans et moins qui se déroule en Estonie. La Serbie termine à la 13e place. En moyenne sur la compétition, Miljenović marque 6,3 points et fait 5,1 passes décisives. Il est le 3e meilleur passeur de la compétition derrière l'Ukrainien Klym Artamonov (uk) et l'Israélien Tom Maayan. Le même mois, Miljenović signe un contrat d'un an avec Mega Vizura,.
Miljenović arrête sa carrière de joueur en 2023. Il est ensuite manager général adjoint du club Mega Basket
En février 2025, Miljenović rejoint les Nuggets de Denver comme membre de l'équipe d'entraîneurs.